# Guitarra barítono
A guitarra barítono é uma variação da guitarra elétrica. Com uma escala mais longa e um corpo mais robusto, as suas seis cordas encontram-se afinadas uma quarta abaixo da guitarra.
A Danelectro foi o primeiro fabricante a produzir guitarras barítono no final dos anos 50. Estas guitarras não alcançaram muita popularidade entre os guitarristas e a audiência. O instrumento começou a aparecer em surf music, bem como trilha sonora para filmes, especialmente filmes de faroeste, e a partir daí tornou-se mais visível.
Se usada propriamente, a guitarra barítono também pode atuar como um baixo.
Em 2008, John Petrucci, guitarrista da banda Dream Theater, lançou um modelo de guitarra barítono junto à Music Man. Essas guitarras são idênticas ao seu modelo de 6 cordas, tendo como única diferença a escala, que aumentou de 25,5 para 27,5".